# L'ombra nera del Vesuvio
L'ombra nera del Vesuvio è una miniserie televisiva diretta da Steno, su sceneggiatura dello stesso Steno e di Luigi De Caro.
È stata trasmessa da Rai 1 in quattro puntate tra il 22 febbraio e il 5 marzo 1987.
Tra gli attori principali figurano Carlo Giuffré, Marcel Bozzuffi, Danika La Loggia, Larry Dolgin, Sophie Duez, Massimo Ranieri e Claudio Amendola.
La vicenda, ambientata a Napoli, narra della rivalità tra due famiglie della camorra.

## Trama
Don Peppe Carità, facoltoso imprenditore nautico, è  il capo dei “vesuviani”, potente clan di camorra che controlla le attività illecite nell’area del porto. Suo rivale è Don Gaetano Bonanno, boss dei “torresi”, fazione camorristica che lucra sul traffico di eroina.
Toni Carità, figlio primogenito e braccio destro di Don Peppe, è sposato con Cettina Sposito, originaria di Torre del Greco, i cui tre fratelli sono affiliati al clan di Bonanno; uno di questi, Ninì, frequenta Anna Carità detta “nennella”, sorella minore del cognato Toni, ma la loro relazione è fortemente ostacolata dalla famiglia della ragazza.
Nell'intento di estendere la propria influenza al porto, Don Gaetano Bonanno apre le ostilità verso i Carità infiltrando un proprio uomo nel loro cantiere, al fine di sabotarlo sobillarne gli operai; Toni e i fratelli sventano la minaccia sedando prontamente i rivoltosi ma in risposta all'affronto Don Peppe, che pure non intende trattare direttamente la droga, decide di taglieggiare il clan avversario imponendo tangenti sui carichi di eroina diretti ai torresi e in transito per il porto: a scopo dimostrativo, ordina quindi ai suoi uomini di impedire ai torresi il prelevamento di una partita di droga.
Nello scontro armato che ne segue rimane ucciso Pasquale, uomo di fiducia di Don Peppe, per mano di Ciccillo Capritti, affiliato ai torresi, a sua vota gravemente ferito. Ciccillo, sconfessato dal suo capo e ricercato sia dalla polizia che dagli uomini dei Carità, si dà alla fuga; sua sorella Immacolata, amante di Bonanno, al fine di ottenergli protezione diviene informatrice della polizia.
Sulla criminalità cittadina indaga alacremente il commissario Vincenzo Greco, integerrimo funzionario della Questura ancorché amico d’infanzia di Don Peppe Carità; a  lui si affianca il tenente John Cunningham, inviato a Napoli dalle autorità americane per coadiuvare la polizia nell'azione di contrasto  alla diffusione dell'eroina, che miete molte vittime tra i giovani militari americani di stanza a Napoli.
I due capiclan raggiungono un accordo, tra le cui condizioni vi è anche la salvezza di Ciccillo, che Don Peppe Carità rinuncia al proposito di far uccidere; malgrado ciò il giovane, durante uno dei trasferimenti tra vari commissariati di polizia cui lo sottopone il commissario Greco per tutelarne l’incolumità, viene freddato da un misterioso cecchino.
La morte di Ciccillo, attribuita ai vesuviani, scatena nuovamente la guerra tra i clan che mette le città a soqquadro; per porvi fine interviene il capo supremo della camorra, Don Vito Scalea, il quale convoca segretamente i due boss nel carcere  in cui è recluso. In seguito all’incontro, don Vito dispone che  i due gruppi criminali risolvano definitivamente le loro controversie con uno scontro all'ultimo sangue fra tre uomini dell'uni e dell'altro clan: il gruppo che uscirà vincitore comanderà sull'atro, ma non dovranno esservi poi ulteriori spargimenti di sangue.
Per depistare le forze dell’ordine in vista dello scontro decisivo, viene fatta trapelare la notizia di una nuova tregua , che sarà suggellata da una festa patrocinata dalle organizzazioni legali facenti capo ai due boss.
Il commissario Greco, ingiustamente accusato di connivenza con il clan Carità dopo la morte di Ciccillo ma ben presto riabilitato, riceve una soffiata in merito all'imminente regolamento di conti ma non viene creduto.
Così, una notte, mentre in un importante circolo cittadino si svolgono i festeggiamenti e su di essi si appunta l‘attenzione della polizia, al porto si affrontano i tre figli maschi di Don Peppe Carità e i tre fratelli Sposito.
Mariolino e Michele Carità vengono ben presto uccisi dagli Sposito; Toni finge astutamente di scappare per dividere gli avversari, poi uccide uno per volta Mimmo e Gigi Sposito ed ha, infine, un drammatico confronto con Ninì: questi, data l’impossibilità  di coronare il suo sogno d’amore con Nennella, afferra il braccio di Toni colpendosi a morte con il suo coltello e consegnando la vittoria al cognato.
Nennella, sconvolta dalla morte di Ninì per mano di Toni, affronta il padre ed il fratello esprimendo il proprio sdegno nei loro confronti e rivelando di essere incinta di Ninì; nell’alterco che ne segue, Toni la schiaffeggia provocandone involontariamente la violenta caduta e la morte.
Ai funerali congiunti delle vittime Don Gaetano Bonanno, che aveva inizialmente riconosciuto la sconfitta, riapre le ostilità usando come pretesto la morte del bambino che Nennella portava in grembo: essendo figlio di un suo uomo, lo considera l’ennesima vittima del suo gruppo in violazione alle direttive di don Vito, che non contemplavano ulteriori uccisioni all’infuori dei sei “duellanti”.
Il cimitero diventa così l’arena di una violentissima resa dei conti, in cui i due clan si sterminano a vicenda.
Il tenente Callaghan si appresta far rientro negli Stati Uniti, ma viene ucciso all'aeroporto sotto gli occhi del commissario Greco proprio mentre sta per imbarcarsi sul volo che avrebbe dovuto riportarlo oltreoceano,
Da ulteriori indagini emerge che proprio Callaghan aveva commissionato ad un killer l’omicidio di Ciccillo Capritti per aizzare i camorristi gli uni contro gli altri; non avendo ricevuto il compenso pattuito (la busta con il denaro era stata casualmente intercettata dal commissario Greco, già da tempo sospettoso nei confronti del collega), il killer ha poi ucciso anche lo stesso Callaghan.
Questa volta però l'assassino, noto per la sua infallibilità col soprannome di "oliosanto" e già scampato al carcere per diversi omicidi a pagamento, viene catturato ed assicurato alla giustizia, finendo per pagare proprio per l'unico delitto commesso gratuitamente (come con amara ironia osserva il commissario Greco).
Unica superstite della guerra di camorra, Cettina Sposito decide di lasciare Napoli e ritirarsi a vita privata nella casa paterna di Torre del Greco; giunta nella città natale, depone su un altare mariano un sacrilego ex voto: un cuore di pietra, come quello che gli eventi hanno prodotto in lei.